# 戸部警察署
戸部警察署（とべけいさつしょ）は、神奈川県警察が管轄する警察署の一つ。

## 概要
横浜市警察部隷下、第二方面に属する大規模警察署であり、署員数300名以上、署長の階級は警視正。識別章所属表示はNA。
県下で最も歴史の古い警察署の一つである。庁舎は京急本線戸部駅の目の前に建つ。管轄区域内には神奈川を代表する県下最大のターミナル・横浜駅や、みなとみらい21地区を有する。横浜駅周辺は古くから街頭犯罪多発地域であるゆえ、県下の交番で最も多忙とされる横浜駅相鉄口交番を有している（横浜駅西口一帯は警察本部により、隣接する神奈川警察署と合同の歓楽街総合対策重点取締地区に指定されている。）。また、上級部署である横浜市警察部は当署管内に設置されている。
駅前及び街頭宣伝活動が多いことから警備部門の体制強化が計られており、当署には直轄警察隊（管区機動隊）が配備されている。
年末の横浜駅では毎年歳末特別警戒が実施され、神奈川県知事並びに警察本部長等の首脳陣が相鉄口交番等を巡視する恒例行事がある他、近年では著名人を一日警察署長として迎え、各種イベントを行う傾向がある。また、年始には箱根駅伝の沿道警備も担当する。
管轄区域に指定暴力団稲川会系の組事務所のほか、朝鮮総連西横浜支部が存在する。
管内居住人口およそ10万人の横浜市西区全域の治安を担っている。

## 所在地
- 横浜市西区戸部本町50番6号
  - 最寄駅：京急本線 戸部駅

## 管轄区域
- 横浜市西区
  - 管轄面積：6.98km2

## 沿革
- 1877年（明治10年）2月　高島町警察署を開設。
- 1900年（明治33年）　戸部警察署として独立。
- 1948年（昭和23年）3月7日　警察法の公布に伴い、自治体警察として横浜市警察が発足。横浜市戸部警察署となる。
- 1955年（昭和30年）7月1日　神奈川県警察が横浜市警察を統合したことにより、神奈川県戸部警察署となる。
- 1977年（昭和52年）11月21日　現庁舎が落成。

## 組織
- 署長（警視正）
- 副署長（警視）
- 地域担当次長（警視）
- 会計担当次長（警視相当職）
- 刑事兼生活安全担当次長（警視）
- 警備担当次長（警視）
- 警務課 - 警務係、住民相談係
- 留置管理課（平成28年度新設） - 管理係
- 会計課 - 会計係
- 生活安全課 - 防犯少年係、経済保安係
- 地域第一課 - 地域企画係、地域係
- 地域第二課 - 地域係
- 地域第三課 - 地域係

（警ら用無線自動車3台、小型警ら車3台）
- 刑事第一課 - 刑事総務係、強行犯係、盗犯係、鑑識係
- 刑事第二課 - 知能犯係、暴力犯係、薬物銃器対策係、国際犯係
- 交通課 - 交通総務係、交通捜査係、交通指導係
- 警備課 - 公安係、外事係、警備実施係、直轄警察隊

（11課体制）
※「神奈川県警察の組織に関する規則（昭和44年神奈川県公安委員会規則第2号）」を参考にした。

## 交番
- 横浜駅相鉄口交番　西区南幸1-5-1
- 横浜駅東口交番　西区高島2-16-1
- 高島交番　西区高島2-1-5
- 浅間町交番　西区浅間町1-16-1
- 岡野交番　西区岡野1-5-12
- 浜松町交番　西区中央2-40-9
- 藤棚町交番　西区藤棚町1-94
- 一本松交番　西区霞ケ丘78
- 野毛山公園交番　西区老松町20
- みなとみらい交番　西区みなとみらい3-7-2（横浜市警察部に併設されている。）

### 廃止された交番
- 南浅間町交番　西区南浅間町19-15（2021年4月1日廃止）[1]
- 伊勢町交番　西区伊勢町2-108-2（2025年4月1日廃止）[2]

## 警備派出所等
- 横浜駅西口警備派出所　西区南幸1-4-2
- 横浜駅東口詰所

## 連絡所
- 平沼町連絡所（2007年（平成19年）4月、平沼町交番から連絡所に変更）
- 北幸連絡所（2006年（平成18年）5月、北幸交番から連絡所に変更）
- 東台連絡所（東台交番から連絡所に変更）

## 自動車ナンバー自動読取装置（Nシステム）
- 西区高島2丁目（国道1号）
- 西区桜木町7丁目（県道13号）
- 西区浅間町3丁目（一般市道）
- 西区高島1丁目（一般市道）

## 過去の重大事件・事故
- 横浜駅異臭事件
- 戸部警察署内被疑者死亡事件